# Keijo Huusko
Keijo Huusko est un footballeur finlandais, né le 5 août 1980 à Kemi. Il évolue d'abord comme attaquant puis comme milieu défensif.

## Palmarès
Vierge